# Portsmouth Arms (stacja kolejowa)
Portsmouth Arms – stacja kolejowa 45 km od Exeter St Davids obsługująca kilka wsi w hrabstwie Devon na linii kolejowej Tarka Line. Stacja bez trakcji elektrycznej. Nazwa pochodzi od pobliskiego pubu.

## Ruch pasażerski
Stacja obsługuje ok. 768 pasażerów rocznie (dane za rok 2021/2022). Posiada bezpośrednie połączenia z Exeterem, Crediton i Barnstaple. Pociągi odjeżdżają ze stacji co godzinę.

## Obsługa pasażerów
Automaty biletowe, przystanek autobusowy.